# L'Éveil du Léviathan
L'Éveil du Léviathan (titre original : Leviathan Wakes) est un roman de science-fiction de l'écrivain américain James S. A. Corey, publié en 2011 puis traduit en français et publié en 2014. Il s'agit du premier roman de la série The Expanse.

## Contexte
Dans un futur non daté, le système solaire a été colonisé par l'humanité. La Ceinture d'astéroïdes compte de nombreuses stations minières, dédiées à l'extraction des minerais nécessaires à l'industrie de l'ensemble du système solaire, en particulier pour les deux grandes puissances, Mars et la Terre. Les habitants de la ceinture, les ceinturiens (Belters en anglais) aspirent à l'indépendance. Ils sont soutenus par l'Alliance des Planètes Extérieures (APE) (OPA, Outside Planets Alliance en anglais), organisation semi-clandestine qualifiée de terroriste par l'alliance Terre-Mars. 
Cérès est le principal astéroïde de la ceinture, colonie terrienne, c'est le centre économique de la Ceinture. L'astéroïde a été mis en rotation pour y assurer une gravité artificielle sous l'effet de la force centrifuge. Des galeries y ont été creusées sur plusieurs niveaux, et hébergent six millions d'habitants. L'air et l'eau sont les éléments de richesse essentiels pour les ceinturiens. Des compagnies privées assurent l'approvisionnement à partir de la glace des anneaux de Saturne. Ces vaisseaux spatiaux transporteurs de glace assurent une activité économique intense sur Cérès.
Cette activité donne lieu à des trafics divers, profitant à des mafias locales, tolérées par la police privée de Cérès, la compagnie Hélice-Étoile, filiale d'une multinationale terrienne.
Le vaisseau spatial Canterbury transporte de la glace depuis Saturne jusqu'à Cérès. Il capte un message de détresse d'un vaisseau ceinturien, le Scopuli, il s'agit probablement d'un piège tendu par des pirates, rien ne laisse prévoir qu'il s'agit du déclenchement d'une série d'événement incontrôlables qui vont faire peser la plus grande menace qu'aie jamais connue l'humanité.

## Personnages

### Principaux personnages
- Julie Mao (Juliette Andromeda Mao), originaire de Luna, fille de Jules-Pierre Mao, dirigeant des entreprises Mao-Kwikowski figurant parmi le top 50 interplanétaire. Julie a fui sa famille et est embarquée sur le cargo interplanétaire Scopuli.
- James (Jim) Holden, d'origine terrienne, commandant en second du vaisseau transporteur de glace Canterburry de la compagnie Pure'n Kleen Water Company, alimentant la ceinture d'asteroides à partir de la glace des anneaux de Saturne.
- Josephus Miller, Ceinturien de la station Cérès, est inspecteur de la compagnie de sécurité Hélice Étoile ; cette compagnie privée interplanétaire d'origine terrienne est responsable de la sécurité sur Céres.

### Autres personnages
- Dmitri Havelock, d'origine terrienne est le coéquipier de Miller ; sur Céres, il subit la xénophobie des Ceinturiens.
- Capitaine Shaddid, est la responsable ceinturienne de Hélice Étoile sur Céres.
- Naomi Nagata, ingénieur ceinturienne du Canterburry.
- Alex Kamal, ancien officier de la Flotte de la République Martienne, pilote sur le Canterburry.
- Amos Burton, mécanicien sur le Canterburry.
- Theresa Yao, est le commandant du Donnager, vaisseau de la Flotte de la République Martienne.
- Anderson Dawes, officier de liaison de l'Alliance des Planètes Extérieures (APE) sur Céres.
- Fred Johnson, ancien colonel de la coalition Terre-Mars, responsable d'un massacre d'une station ceinturienne, puis ayant changé de camp, il intervient pour le compte de l'APE.

## Éditions
- Leviathan Wakes, Orbit, 15 juin 2011, 592 p.  (ISBN 978-0-316-12908-4)
- L'Éveil du Léviathan, Actes Sud, coll. « Exofictions », 4 juin 2014, trad. Thierry Arson, 624 p.  (ISBN 978-2-330-03311-8)
- L'Éveil du Léviathan, Actes Sud, coll. « Babel » no 1327, 10 juin 2015, trad. Thierry Arson, 700 p.  (ISBN 978-2-330-05112-9)
- L'Éveil du Léviathan, Le Livre de poche, coll. « Imaginaire » no 35077, 16 mai 2018, trad. Thierry Arson, 912 p.  (ISBN 978-2-253-08365-8)